# Johannes Worp
Jan Worp, ook Johannes Worp, (Broek in Waterland, 24 december 1821 – Groningen, 21 april 1891) was een Nederlandse componist en organist.

## Leven en werk
Worp was een zoon van de schilder Jacob Worp en Maria Biets. Hij trouwde in 1849 in Almelo met Maria Wilhelmina Jäger. Een zoon uit dit huwelijk was de letterkundige en historicus Jacob Adolf Worp, die trouwde met Cateau Roland Holst.
Volgens een in 1891 verschenen necrologie, geschreven door S. van Milligen, ontving hij zijn eerste muziekonderwijs van zijn vader en later in Amsterdam. Hij vestigde zich achtereenvolgens te Edam en Almelo als muziekonderwijzer. Hij kreeg de gelegenheid om verder te studeren in Leipzig en Dresden. Hij volgde opleidingen in de harmonie- en compositieleer onder leiding van Hauptmann en Richter en in het orgelspel bij de organist Johann Schneider. Zijn interesse lag, volgens Van Milligen, vooral bij het contrapunt en de fuga. Teruggekeerd in Nederland werd hij al snel als organist aan de A-kerk en de Martinikerk in Groningen benoemd. Hij bekleedde die functie van 1877 tot 1891.
Worp schreef verschillende leerboeken voor orgelspel. In 1861 werd hij aan de Rijkskweekschool voor onderwijzers als leraar in de muziek aangesteld en was hij enige jaren dirigent van een zangvereniging en liedertafel te Groningen. Worp schreef, aldus van Milligen, zijn meeste composities voor opvoedkundige doeleinden en zijn voorkeur voor streng kerkelijke muziek was van grote invloed op het karakter daarvan. Van zijn hand verschenen in de jaren zeventig ook vier zangboekjes voor de lagere school en voor zangscholen.

## Koraalboek
Onder organisten in reformatorisch Nederland is "Worp" een begrip vanwege zijn koraalboek: De Melodieën der Psalmen en Lof- en Bedezangen. Dit koraalboek bevat vierstemmige zettingen bij de melodieën van de Geneefse Psalmen, vergezeld van voor-, tussen- en naspelen. Het is bedoeld voor orgel en eventueel - volgens Worp in zijn Voorbericht bij de uitgave van dit koraalboek - voor koor of voor piano. Het koraalboek verscheen vanaf 1863 / in 1865 en beleefde een groot aantal herdrukken, ook gedurende de 20e eeuw.
Enkele kenmerken van het koraalboek zijn:
- Isoritmisch: elke melodienoot is even lang, namelijk twee tellen. De laatste noot van een regel krijgt een fermate. Dit in aansluiting op de niet-ritmische gemeentezang, die in de tijd van Worp algemeen gangbaar was[4] en nog steeds gangbaar is in veel bevindelijk-gereformeerde kerken. Toen na de Tweede Wereldoorlog de "ritmische" zingtrant (volgens het oorspronkelijke ritme van de Geneefse psalmmelodieën) bredere ingang kreeg, verzorgde George Stam een herbewerkte 21e druk van Worps koraalboek waarin de melodieën overeenkomstig het oorspronkelijke ritme genoteerd waren.[4] Ook in de twintigste eeuw verschenen nog nieuwe isoritmisch koraalboeken, bijvoorbeeld die van Dick Sanderman (2001).[6]
- Eenvoudige harmonisaties: in tegenstelling tot de gezochte en ingewikkelde harmonieën die in Worps tijd gangbaar waren, keerde Worp zich af van "verrassende modulaties" die in strijd zouden zijn met de "ernst en waardigheid van de kerkzang", en gebruikte hij septiemakkoorden en andere dissonanten slechts met mate.[4]
- Majeur/mineur: Hoewel Worp in zijn Voorbericht uitgebreid uitleg geeft over de modi ("kerktoonladders") waarin de psalmen geschreven zijn, koos hij voor voorspelen in majeur of mineur: Wil men niet stijf en gedwongen worden, dan moet men dikwijls in den harmoniegang van ons tegenwoordig toonstelsel vervallen (...). 't Zou echter een weinig verkwikkende arbeid zijn, zovele Dorische, Phrygische, Mixolydische, enz. voorspelen te schrijven, en wanneer mij dit al had mogen gelukken, vrees ik toch, dat mijn vriend de uitgever in het bezit der meeste exemplaren van dit werk zou blijven.[3] Worp noteerde de toevallige verhogingen die niet in de oorspronkelijke psalmmelodieën aanwezig zijn maar die wel algemeen ingang hadden gevonden in de gemeentezang.

## Liedjes
Johannes Worp componeerde de melodie bij verschillende liedteksten van Jan Goeverneur, onder meer voor de bekend geworden kinderliedjes 'In een groen, groen, groen, groen knollen- knollenland', 'Toen onze mop een mopje was' en 'Roodborstje tikt tegen het raam'.
Verschillende door hem gecomponeerde liederen werden opgenomen in de populaire liedbundel Kun je nog zingen, zing dan mee. Het gaat onder meer om de volgende liedjes:
- 'De bonte bloemen slapen in zilv'ren maneschijn', tekst van L. Leopold
- 'De lucht is blauw en groen het dal'
- 'De vogels zijn heen en de velden zijn naakt', tekst van V. Loveling
- 'Goê morgen', tekst van J.P. Heije
- 'Op de groote, stille heide, dwaalt de herder eenzaam rond', tekst van P. Louwerse
- 'Vogeltje, wat zingt gij vroeg', tekst van W. Reinkingh
- 'Wie rusten wil in 't groene woud', tekst van J.P. Heije

Het bekendst hiervan was 'Op de grote stille heide'.

## Oeuvre (onvolledig)
- 1851. Der Fischer. Gedicht von Goethe. In Musik gesetzt für Chor mit Piano Forte. Partitur
- 1863. De melodieën der evangelische gezangen. Bij de nederlandsche hervormde kerk in gebruik, vierstemmig gezet met voor- en tusschenspelen, voor orgel met of zonder pedaal, harmonium, piano of gemengd koor.  J.B. Wolters. Groningen.
- vanaf 1863/1865 Koraalboek[4][5]
- 1874. De melodieën der psalmen en lof- en bedezangen, vierstemmig gezet met voor- en tusschenspelen, voor orgel met of zonder pedaal, piano of gemengd koor. J.B. Wolters. Groningen.
- 1891. Drie Herfstliederen
- 1866. De zingende kinderwereld: kinderliedjes voor een of twee stemmen. Met piano-begeleiding door J. Worp; woorden van J.J.A. Gouverneur (1866)
- 1868. Oefeningen en liedjes -zangonderwijs in de lagere school en voor zangscholen uitgegeven J.B Wolters 1868

- Digitale Bibliotheek voor de Nederlandse Letteren: worp004
- Gemeinsame Normdatei: 1071629700
- International Standard Name Identifier: 0000 0001 1052 3604
- Library of Congress Control Number: n89628403
- MusicBrainz: 1fe7e7b1-525a-4e7f-953e-68c286bf95d4
- Nederlandse Thesaurus van Auteursnamen: 074677802
- Virtual International Authority File: 33603948
- WorldCat: E39PBJtRH6qFQ8wWYHQhV8dG73